# Ready to Die
Ready to Die — дебютний альбом американського репера The Notorious B.I.G., випущений 13 вересня 1994 року на лейблі Bad Boy Records.
Частково автобіографічний альбом розповідає про досвід репера, коли він був молодим злочинцем, і був єдиним студійним альбомом, випущеним за все його життя, оскільки його вбили за шістнадцять днів до виходу другого альбому, Life After Death.
Альбом був спродюсований засновником Bad Boy Records, Шоном «Puffy» Комбсом, Easy Mo Bee, Chucky Thompson, Bluez Brothers, Jean Poke Oliver (з TrackMasters), Darnell Scott, DJ Premier і Lord Finesse. Усі скретчі на альбомі зробив діджей Mister Cee. У записі альбому взяли участь Method Man, Total, Lil' Kim, Sybil Pennix та Diana King.
Ready To Die досяг 15 місця у чарті Billboard 200 та 3 місця у чарті Top R&B/Hip Hop Albums в американському журналі Billboard. У 1995 році альбом став двічі «платиновим» з продажу, а у 2018 році – шість разів «платиновим».
Три сингли з альбому потрапили в чарти американського журналу Billboard: «Juicy», «Big Poppa» та «One More Chance/Stay with Me (Remix)». А також стали успішними у чарті UK Singles Chart у Великій Британії. «Big Poppa» був номінований на премію «Греммі» за найкраще сольне реп-виконання на 38-й церемонії вручення премій «Греммі» 1996 року.
У 2003 році журнал Rolling Stone помістив альбом на 134 місце у своєму списку «Список 500 найкращих альбомів усіх часів за версією журналу «Rolling Stone»», а в 2020 альбом перемістився на 22-е місце. Ready To Die багато критиків вважають одним з найбільших хіп-хоп альбомів, а також одним з найкращих альбомів усіх часів. Альбом був важливим для відродження сцени хіп-хопу Східного узбережжя на тлі комерційного панування хіп-хопу Західного узбережжя.
2004 року вийшло перевидання альбому. Всі треки були ремайстровані, а також додані два бонус-треки: «Who Shot Ya?» (1994) та «Just Playing (Dreams)» (1993).

## Список пісень
1. Intro
2. Things Done Changed
3. Gimme the Loot
4. Machine Gun Funk
5. Warning
6. Ready to Die
7. One More Chance
8. #!*@ Me (Interlude)
9. The What
10. Juicy
11. Everyday Struggle
12. Me & My Bitch
13. Big Poppa
14. Respect
15. Friend of Mine
16. Unbelievable
17. Suicidal Thoughts

### Семпли
| Intro - «Superfly» у вик. Curtis Mayfield - «Rapper's Delight» у вик. Sugarhill Gang - «Top Billin'» у вик. Audio Two - «Tha Shiznit» у вик. Snoop Doggy Dogg Things Done Changed - «California My Way» у вик. The Main Ingredient - «Summer Breeze» у вик. The Main Ingredient - «The Vapors» у вик. Biz Markie - «Lil Ghetto Boy» у вик. Dr. Dre Gimme the Loot - «Coldblooded» у вик. James Brown - «Singing in the Morning» у вик. Ohio Players (Видалений після позову) - «Throw Ya Gunz» у вик. Onyx - «What They Hittin' Foe?» у вик. Ice Cube - «Just to Get a Rep» у вик. Gang Starr - «Scenario» (Remix) у вик. A Tribe Called Quest Machine Gun Funk - «Something Extra» у вик. Black Heat - «Up for the Down Stroke» у вик. The Horny Horns (Видалений після позову) - «Chief Rocka» у вик. Lords of the Underground Warning - «Walk On By» у вик. Isaac Hayes Ready to Die - «Hospital Prelude of Love Theme» у вик. Willie Hutch - «Yes, I'm Ready» у вик. Barbara Mason - «Ain't No Half Steppin'» у вик. Big Daddy Kane - «Two to the Head» у вик. Kool G Rap & DJ Polo - «Singing in the Morning» у вик. Ohio Players (Видалений після позову) One More Chance - «Hydra» у вик. Grover Washington, Jr. - «I Want You Back» у вик. The Jackson 5 - «All This Love» у вик. Debarge | Fuck Me - «Feenin'» у вик. Jodeci The What - «Can't Say Enough About Mom» у вик. Leroy Hutson - «Overnight Sensation» у вик. Avalanche Juicy - «Juicy Fruit» у вик. Mtume Everyday Struggle - «Either Way» у вик. Dave Grusin Big Poppa - «Between the Sheets» у вик. The Isley Brothers - «Dolly My Baby» у вик. Super Cat Respect - «I Get Lifted» у вик. KC and the Sunshine Band - «Gun Man Tune» у вик. Pan Head Friend of Mine - «The Jam» у вик. Graham Central Station - «Seventh Heaven» у вик. Gwen Guthrie - «Vicious» у вик. Black Mamba Unbelievable - «Impeach the President» у вик. The Honey Drippers - «Remind Me» у вик. Patrice Rushen - «Your Body's Callin'» у вик. R. Kelly - «The What» у вик. The Notorious B.I.G Suicidal Thoughts - «Lonely Fire» у вик. Miles Davis - «Outside Love» у вик. Brethren Who Shot Ya? - «I'm Afraid the Masquerade Is Over» у вик. David Porter Just Playing (Dreams) - «Blues and Pants» у вик. James Brown |